# Nirmāṇakāya
Dans le bouddhisme, le Nirmāṇakāya (du sanskrit : Nirmāṇa : fabriqué, produit , kāya : corps) est le corps d'émanation ou corps physique d'un bouddha que nous pouvons percevoir. Étant bouddha, il est libéré du karma, c'est un corps d'essence qui a réalisé la vacuité et la non-dualité. Tulkou (སྤྲུལ་སྐུ་, sprul sku) est la traduction de ce mot sanskrit en tibétain. C’est le corps manifesté ou corps de manifestation. 

## Société théosophique
Selon la théosophe Helena Blavatsky (1831–1891) : « Nirmânakâya est dans la philosophie ésotérique, quelque chose d'entièrement différent de la signification populaire qui s'y rattache [...]. Nirmânakâya bien que signifiant littéralement un “corps” transformé, est une condition. La forme est celle de l'adepte ou du yogin qui entre dans cette condition post-mortem ou la choisit de préférence au Dharmakâya ou état nirvânique absolu. Il le fait parce que ce dernier kâya le sépare pour toujours du monde de la forme, lui conférant un état de félicité égoïste, dans lequel aucun être vivant ne peut participer, l'adepte étant ainsi écarté de la possibilité d'aider l'humanité, ou même les devas. »

## Note
1. ↑  Voir:Nirmāṇa et nirmā
2. ↑  Bibliothèque du bouddhisme, « Glossaire » (consulté le 29 mai 2021)
3. ↑  Helena Blavatsky, Glossaire Théosophique, 1892 (lire en ligne [PDF])